# Wycombe Wanderers F.C.
Câu lạc bộ bóng đá Wycombe Wanderers /ˈwɪkəm/ là một câu lạc bộ bóng đá chuyên nghiệp có trụ sở tại thị trấn High Wycombe, Buckinghamshire, Anh. Câu lạc bộ hiện đang thi đấu ở EFL League One, giải hạng ba của bóng đá Anh. Có trụ sở tại Adams Park, nằm ở vùng ngoại ô phía tây của High Wycombe, họ thường chơi trong những chiếc áo sơ mi kẻ sọc màu xanh hải quân (xanh Oxford) và xanh lam nhạt (xanh Cambridge). Biệt danh của câu lạc bộ là "The Chairboys" và "The Blues".
Wycombe tham gia Southern League trong những năm 1890 và là thành viên trong khoảng một thập kỷ. Sau Chiến tranh thế giới thứ nhất, đội tham gia Isthmian League và vô địch FA Amateur Cup mùa giải 1930-31. Trong những năm 1980, câu lạc bộ được thăng hạng từ Isthmian League lên Football Conference, nơi họ đã trải qua bảy mùa giải trước khi được thăng hạng lên Football League năm 1993. Sau một lần thăng hạng khác vào năm sau, câu lạc bộ đã trải qua 16 mùa giải ở hạng ba, trong đó họ đã lọt vào bán kết Cúp FA mùa giải 2000-01 và League Cup mùa giải 2006-07.

## Lịch sử

### Thành lập và những năm đầu (1887-1921)
Các chi tiết chính xác về sự hình thành của Wycombe Wanderers F.C. phần lớn đã bị mất trong lịch sử. Một nhóm công nhân buôn bán đồ nội thất trẻ bắt đầu một đội chơi các trận đấu dẫn đến một cuộc họp, được tổ chức tại nhà công cộng Steam Engine ở Station Road, High Wycombe vào năm 1887, nơi chứng kiến sự hình thành của Wycombe Wanderers F.C. Có nhiều khả năng câu lạc bộ được đặt tên là Wanderers theo tên Wanderers nổi tiếng, người chiến thắng Cúp FA đầu tiên vào năm 1872. Câu lạc bộ đã chơi các trận giao hữu từ năm 1887 đến năm 1896. Lần đầu tiên tham gia FA Amateur Cup vào năm 1894 và Cúp FA năm 1895. Trong 1895 câu lạc bộ chuyển đến Loakes Park, nơi trở thành sân nhà trong 95 năm tiếp theo. Năm 1896, câu lạc bộ tham gia Southern League thi đấu ở Second Division đến năm 1908.
Vào mùa hè năm 1908, câu lạc bộ từ chối lời mời để giữ lại tư cách thành viên của  Southern League. Câu lạc bộ quyết định theo đuổi bóng đá nghiệp dư thay vì chuyên nghiệp và tham gia Great Western Suburban League và ở đó cho đến khi Chiến tranh thế giới thứ nhất bùng nổ. Sau khi chiến tranh kết thúc, câu lạc bộ gia nhập Spartan League vào năm 1919 và vô địch trong những năm liên tiếp. Vào tháng 3 năm 1921, đơn xin gia nhập Isthmian League của câu lạc bộ đã được chấp nhận.

### Những năm nghiệp dư (1921-1974)
Câu lạc bộ vẫn là thành viên của Isthmian League cho đến năm 1985, khi họ cuối cùng chấp nhận thăng hạng lên Alliance Premier League. Trong hơn 60 năm, Wanderers đã tìm cách trở thành câu lạc bộ nghiệp dư vĩ đại nhất đất nước. Một trong những thành tích lớn nhất của câu lạc bộ là vào tháng 4 năm 1931 khi giành được FA Amateur Cup. The Wanderers đánh bại Hayes 1-0 trong trận chung kết tại Highbury, sân nhà của Arsenal. Câu lạc bộ cũng lần đầu tiên lọt vào vòng 1 Cúp FA vào tháng 11 năm 1932, để thua Gillingham in a replay at Loakes Park.
Câu lạc bộ vẫn hoạt động trong Chiến tranh thế giới thứ hai, thi đấu trong giải Great Western Combination, ã giành chiến thắng vào năm 1945. Năm 1947 Frank Adams, người đã dẫn dắt câu lạc bộ giành được hai chức vô địch trong Spartan League và có 331 lần ra sân cho Wanderers, ghi 104 bàn, được cho là đóng góp lớn nhất của anh ấy khi anh ấy đưa Loakes Park cho câu lạc bộ. Nó tạo cơ sở cho một giai đoạn thành công chưa từng có trong những năm 1950.
Câu lạc bộ đã bổ nhiệm Sid Cann làm huấn luyện viên vào năm 1952 và ông đã dẫn dắt Wanderers đến chức vô địch Isthmian League đầu tiên của họ vào năm 1956. Danh hiệu này đã được bảo vệ thành công vào mùa giải tiếp theo, và câu lạc bộ cũng đến được Wembley lần đầu tiên trong lịch sử của họ. Họ đã bị Bishop Auckland đánh bại 3-1 trong trận chung kết FA Amateur Cup vào tháng 4 năm 1957. Các đối thủ Đông Bắc của họ là kẻ thù không đội trời chung khi đánh bại Chairboys ở bán kết trong cả hai năm 1950 và 1955. Vòng Hai Cúp FA diễn ra vào tháng 12 năm 1959 khi câu lạc bộ bị Watford đánh bại 5-1 tại Vicarage Road. Các ngôi sao của đội gồm cầu thủ chạy cánh Len Worley và tiền đạo Paul Bates.
Cann rời câu lạc bộ để gia nhập Norwich City vào năm 1961 và vận may của câu lạc bộ đã sa sút trong những năm 1960. Điều đó đã thay đổi vào tháng 12 năm 1968 khi Brian Lee được bổ nhiệm làm người quản lý thông thường đầu tiên của câu lạc bộ. Ông đã thay đổi một số khía cạnh của câu lạc bộ bao gồm việc lựa chọn đội, cho đến thời điểm đó đã được chọn bởi ủy ban. Ông đã dẫn dắt Wanderers đến chức vô địch Isthmian League thứ ba vào năm 1971 và nó một lần nữa được bảo vệ thành công vào năm 1972. Câu lạc bộ phải chịu thêm thất vọng FA Amateur Cup ở giai đoạn bán kết, thua Hendon 2-1 tại Griffin Park, Brentford.
Chức vô địch Isthmian League thứ năm đã giành được vào năm 1974 và mùa giải tiếp theo, nó đã được bảo vệ một lần nữa, lần này là do biên hẹp nhất, hiệu số bàn thắng bại cao hơn 0-1 trước Enfield. Trong cùng mùa giải, câu lạc bộ đã tạo nên lịch sử khi lần đầu tiên lọt vào vòng 3 Cúp FA, để thua đội First Division Middlesbrough 1-0 trong trận đá lại tại Ayresome Park sau khi hòa 0-0 tại Loakes Park.

### Mất đi mục tiêu (1974-1984)
Lee nghỉ hưu với tư cách là huấn luyện viên vào năm 1976 và một lần nữa Wanderers lại sa sút. Một yếu tố quan trọng là việc FA bãi bỏ bóng đá nghiệp dư vào năm 1974 khiến câu lạc bộ không còn mục tiêu. The Wanderers đã từ chối lời mời gia nhập Alliance Premier League khi được thành lập vào năm 1979 và một lần nữa vào năm 1981 vì lo ngại về chi phí đi lại tăng lên. Câu lạc bộ đã lọt vào bán kết FA Trophy lần đầu tiên vào năm 1982 nhưng để thua Altrincham. Chức vô địch Isthmian League thứ bảy đã giành được vào năm 1983 nhưng việc thăng hạng lên Alliance Premier League một lần nữa bị từ chối.

### Giấc mơ Football League (1984-1993)

Biểu đồ thứ hạng hàng năm kể từ khi tham gia Conference.

Hệ quả là lượng khán giả tại Loakes Park giảm xuống mức thấp kỷ lục và câu lạc bộ quyết định chấp nhận thăng hạng lên Gola League vào năm 1985, sau khi xếp thứ ba tại Isthmian League Premier Division. Mùa giải đầu tiên của câu lạc bộ tại một giải quốc gia đã kết thúc trong thất vọng, với việc Wanderers xuống hạng do hiệu số bàn thắng bại. Họ sớm trở lại sau khi giành chức vô địch Isthmian League thứ tám vào năm 1987 sau trận chiến với Yeovil Town. Câu lạc bộ đã củng cố vị trí của họ trong GM Vauxhall Conference mới được đặt tên và dưới sự dẫn dắt của huấn luyện viên Jim Kelman, họ đã về đích ở vị trí thứ tư vào năm 1989. Mùa giải tiếp theo sẽ là mùa giải cuối cùng của câu lạc bộ tại sân nhà Loakes Park. Đó là một mùa giải đáng thất vọng trên sân với việc Kelman bị yêu cầu từ chức sau thất bại đáng tiếc trước Metropolitan Police ở FA Trophy.
Câu lạc bộ đã bổ nhiệm Martin O'Neill làm người kế nhiệm và anh tiếp tục dẫn dắt Wanderers đến những thành công chưa từng có. Câu lạc bộ chuyển đến sân nhà mới Adams Park vào năm 1990, và vào tháng 5 năm 1991, The Blues đánh bại Kidderminster Harriers 2-1 trong trận chung kết FA Trophy trước một lượng khán giả kỷ lục lúc bấy giờ. Câu lạc bộ suýt chút nữa đã bỏ lỡ cơ hội thăng hạng lên Football League mùa giải tiếp theo, đồng hạng với 94 điểm với Colchester United, nhưng xếp thứ hai giải đấu về hiệu số bàn thắng bại.

### Football League (1993-2000)
Câu lạc bộ đã hồi sinh để trở thành câu lạc bộ thứ ba trong lịch sử lập cú đúp danh hiệu non-league. The Wanderers đã giành được danh hiệu Conference 1992-93 trước khi giành FA Trophy một lần nữa, đánh bại Runcorn 4-1 trong trận chung kết tại Wembley vào tháng 5 năm 1993. O'Neill từ chối cơ hội dẫn dắt Nottingham Forest vào mùa hè năm đó, ở lại với Wycombe để dẫn dắt câu lạc bộ đứng thứ tư trong Third Division và đủ điều kiện tham dự trận play-off trong mùa giải đầu tiên tại Football League. Đội đánh bại Carlisle United trong trận bán kết hai lượt đi, và đánh bại Preston North End 4-2 trong trận chung kết tại Wembley vào tháng 5 năm 1994 để giành quyền thăng hạng thứ hai liên tiếp, lần đầu tiên trong lịch sử câu lạc bộ lên Second Division.
Trong mùa giải đầu tiên ở Second Division, Wycombe đứng thứ sáu, nhưng do tổ chức lại giải đấu, đã bỏ lỡ một suất dự play-off, và O'Neill rời để trở thành huấn luyện viên của đội First Division Norwich City vào tháng 6 năm 1995. Cựu huấn luyện viên Crystal Palace Alan Smith được bổ nhiệm làm người kế nhiệm, nhưng bị sa thải vào tháng 9 năm 1996 khi Wycombe gặp khó khăn ở nửa dưới của giải Second Division. John Gregory tiếp quản và quản lý để chèo lái câu lạc bộ lên vị trí an toàn vào cuối tuần áp chót của mùa giải 1996-97. Ông rời để dẫn dắt Aston Villa vào tháng 2 năm 1998 và huấn luyện viên đội trẻ Neil Smillie đã được giao công việc này.
Smillie bị sa thải vào tháng 1 năm 1999 khi Wanderers tìm kiếm số phận để xuống hạng trở lại hạng tư. Lawrie Sanchez được bổ nhiệm làm người kế nhiệm và có nhiệm vụ giữ câu lạc bộ ở Second Division. Sự an toàn đã được đảm bảo vào ngày cuối cùng của mùa giải khi Paul Emblen đánh đầu ghi bàn thắng quyết định bảy phút sau khi đánh bại Lincoln City 1-0. Để tri ân kết quả này, câu lạc bộ đã có được một linh vật mới, dưới dạng Wycombe Comanche.

### Thành công ở giải cúp và xuống hạng (2000-2006)
Vào mùa giải 2000-01, Wycombe đã bắt đầu một kỳ Cúp FA thành công, với các chiến thắng trước các đội bóng First Division Grimsby Town, Wolverhampton Wanderers và Wimbledon đưa họ vào tứ kết gặp đội bóng Premiership Leicester City. Tiền đạo Roy Essandoh đánh đầu ấn định chiến thắng ở phút bù giờ để ấn định chiến thắng 2-1 cho Wanderers tại Filbert Street. Trận bán kết tại Villa Park chứng kiến Wycombe đối mặt với Liverpool, và các bàn thắng của Emile Heskey và Robbie Fowler đã đưa đội Premiership nâng tỷ số lên 2-0. Một nỗ lực cuối cùng từ trụ cột Keith Ryan mang lại một số hy vọng cho Wanderers, nhưng đội vẫn rời giải đấu sau khi chịu thất bại 1-2.
Bất chấp thành công về cúp, phong độ giải đấu của câu lạc bộ tiếp tục gặp khó khăn, khi họ đứng thứ 13 ở Second Division mùa giải 2000-01. Khi kết thúc nửa cuối tiếp tục, Sanchez cuối cùng đã bị sa thải vào tháng 9 năm 2003 sau khi câu lạc bộ kết thúc chiến dịch trước đó vào thứ 18. Người kế nhiệm của ông là Tony Adams đã không thể xoay chuyển tình thế, và Wycombe kết thúc 10 năm ở lại Second Division vào cuối mùa giải 2003-04, xếp cuối bảng và bị xuống hạng xuống hạng ba, sau đó được đổi tên thành Coca Cola League Two. Vào thời điểm đó, Wanderers là câu lạc bộ thành viên chuyên nghiệp cuối cùng của bóng đá Anh, nhưng tại đại hội bất thường vào tháng 7 năm 2004, các thành viên đã bỏ phiếu kín để tái cơ cấu câu lạc bộ thành một Công ty Trách nhiệm hữu hạn. Chủ tịch Ivor Beeks, Giám đốc Brian Kane và nhà tài trợ Steve Hayes sau đó đều đầu tư vào câu lạc bộ, với tổng giá trị ước tính là 750.000 bảng Anh.
Adams vẫn giữ công việc huấn luyện viên chỉ một năm, từ chức vào tháng 11 năm 2004, và John Gorman được bổ nhiệm làm người kế nhiệm. Nhiệm kỳ của ông đã chứng kiến kỷ lục 21 trận bất bại ở giải đấu vào đầu mùa giải 2005-06. Tuy nhiên, một bi kịch kép sẽ sớm ập đến với câu lạc bộ, với việc tiền vệ Mark Philo thiệt mạng trong một vụ tai nạn đường bộ vào tháng 1 năm 2006 và vợ của Gorman là Myra chết vì bệnh ung thư vào tháng 3. Sau đó, phong độ của đội trượt dốc và họ rơi từ vị trí đầu bảng xuống cuối cùng về đích ở vị trí thứ sáu, vẫn giành được một vị trí playoff. Cheltenham Town đã giành chiến thắng trong trận bán kết play-off với tỷ số 2-1 và Gorman bị sa thải vào tháng 5 năm 2006.
Paul Lambert tiếp quản vào tháng 6, và đưa câu lạc bộ tham gia một giải đấu đầy tham vọng khác, lần này là vào đến bán kết Carling Cup. Trước đó chưa từng vượt qua vòng Hai, Wycombe đã đánh bại Fulham ngay trên sân khách, và hạ gục đội bóng của Premier League sau đó là Charlton Athletic ở tứ kết. Điều này giúp họ vào bán kết với đương kim vô địch Premier League Chelsea. The Wanderers đã hòa trận lượt đi 1-1 tại Adams Park, với Jermaine Easter ghi bàn gỡ hòa muộn sau bàn thắng của Wayne Bridge trong hiệp một. Trận lượt về tại Stamford Bridge lại là một câu chuyện khác, khi cả Andriy Shevchenko và Frank Lampard lập cú đúp khiến Wycombe thua 4-0 và rời giải đấu. Tuy nhiên, một lần nữa, phong độ giải quốc nội của đội bóng bị ảnh hưởng, và một số thay đổi đã được thực hiện đối với đội hình và nhân viên vào mùa hè năm 2007. Đội đã lọt vào vòng play-off League Two vào năm 2008 nhưng bị Stockport County đánh bại với tỷ số 2-1. Lambert từ chức ngay sau đó.

### Lên xuống giữa các hạng đấu thấp hơn (2006-2012)
Peter Taylor được bổ nhiệm làm người kế nhiệm vào tháng 5 năm 2008 và anh ấy đã dẫn dắt đội bóng đến với một khởi đầu bất bại kéo dài khác kéo dài 18 trận. Đội đang dẫn đầu với chín điểm vào Giáng sinh nhưng kết quả sớm đi xuống và đội cuối cùng đã kết thúc ở vị trí thăng hạng tự động cuối cùng, trước Bury nhờ hiệu số bàn thắng bại vượt trội chỉ 1. Mùa hè năm 2009 chứng kiến Steve Hayes trở thành chủ sở hữu duy nhất đầu tiên của câu lạc bộ, chuyển 3 triệu bảng vay thành vốn chủ sở hữu. Ông cũng công bố ý định chuyển câu lạc bộ thành một sân vận động cộng đồng dựa trên địa điểm của Wycombe Air Park.
Taylor bị sa thải vào tháng 10 năm 2009 sau một khởi đầu tệ hại ở mùa giải, và được thay thế bởi Gary Waddock người đã không thể cứu câu lạc bộ xuống hạng trở lại League Two. Tuy nhiên, Waddock đã dẫn dắt các Wanderers trở lại League One ngay lần đầu tiên. Anh ấy đã dẫn đầu đội bóng về đích ở vị trí thứ ba và đạt được tổng số điểm là 80, cao nhất mà câu lạc bộ ghi được kể từ khi thăng hạng lên Football League. Vào tháng 7 năm 2011, sau nhiều tranh luận và tranh luận, Hội đồng Quận Wycombe thông báo rằng công việc xây dựng sân vận động cộng đồng được đề xuất tại Wycombe Air Park sẽ dừng lại.
Wycombe Wanderers bắt đầu mùa giải League One 2011-12 vào ngày 6 tháng 8 năm 2011, với trận hòa 1-1 trước Scunthorpe United trên sân nhà. Tuy nhiên, Wycombe đã xuống hạng trở lại League Two vào ngày 28 tháng 4 năm 2012, sau trận thua 4-3 trên sân nhà trước Notts County.

### Chủ sở hữu Wycombe Wanderers Trust và thăng hạng (2012-)
Vào ngày 30 tháng 6 năm 2012, Wycombe Wanderers Trust (thuộc sở hữu của Người ủng hộ) chính thức tiếp quản câu lạc bộ. Sự ổn định tài chính này đã chấm dứt một lệnh cấm vận chuyển nhượng. Gary Waddock đã tận dụng điều này ngay lập tức và ký hợp đồng với một số cầu thủ mới cho mùa giải 2012-13. Mùa giải cũng bao gồm kỷ niệm 125 năm thành lập của họ, và thiết kế áo đấu là một sự lấy lại của trang phục thi đấu đầu tiên, với hai nửa xanh Oxford và Cambridge (thay vì một phần tư).
Wycombe bắt đầu mùa giải mới ở League Two với chiến thắng 3-1 trên sân của York City. Mặc dù khởi đầu mạnh mẽ như vậy, Wycombe đã trải qua một giai đoạn tồi tệ ngay sau đó và một thời gian chỉ ngồi trên khu vực xuống hạng ở League Two. Vào ngày 22 tháng 9 năm 2012, sau thất bại thứ ba liên tiếp của Wycombe, Waddock bị sa thải khỏi vị trí quản lý ngay lập tức.
Cựu đội trưởng câu lạc bộ, Gareth Ainsworth ngay lập tức được chỉ định làm người quản lý chăm sóc trong sự vắng mặt của Waddock. Chỉ hơn một tháng sau, vào ngày 8 tháng 11 năm 2012, Ainsworth được bổ nhiệm làm quản lý thường trực của Wycombe. Anh ấy đã ký một hợp đồng, kéo dài trong phần còn lại của mùa giải. Ainsworth đã hồi sinh đội hình và câu lạc bộ nói chung, đồng thời đưa Wycombe thoát khỏi mối đe dọa xuống hạng một cách an toàn. Wycombe cuối cùng kết thúc mùa giải ở vị trí thứ 15, hơn 9 điểm so với nhóm xuống hạng. Vào cuối mùa giải, cầu thủ kiêm huấn luyện viên của Wycombe, Gareth Ainsworth tuyên bố từ giã sự nghiệp bóng đá chuyên nghiệp (sau 18 năm sự nghiệp), mặc dù ông đã ký hợp đồng mới có thời hạn hai năm với tư cách là huấn luyện viên Wycombe.
Vào đầu ngày cuối cùng của mùa giải 2013-14, Wycombe đang kém vị trí an toàn 3 điểm trong khu vực xuống hạng của League Two. Tuy nhiên, sau chiến thắng 3-0 trên sân của Torquay, và Bristol Rovers thất bại trước Mansfield Town, Wycombe đã cán đích ở vị trí thứ 22, hơn Bristol về hiệu số bàn thắng, để tiếp tục tham dự Football League.
Sau khi gần xuống hạng ở mùa giải trước, Gareth Ainsworth đã giải phóng 7 cầu thủ, trong đó có hậu vệ Leon Johnson, người đã có 200 lần ra sân trong 7 năm. Trong kỳ nghỉ hè, Ainsworth đã xây dựng lại đội hình của mình, với việc bổ sung Paul Hayes khoác áo câu lạc bộ lần thứ hai.. Mùa giải 2014-15 chứng kiến câu lạc bộ dành phần lớn thời gian của mùa giải để tự động thăng hạng. Tuy nhiên, hai trận thua đắt giá trên sân nhà trước  Morecambe và kình địch địa phương Oxford United đã dẫn đến việc xếp ở vị trí thứ 4, đồng thời thiết lập một trận play-off gặp Plymouth Argyle. Trận chung kết play-off diễn ra vào ngày 23 tháng 5 và chỉ trong vòng năm giây sau khi khai cuộc, tiền vệ Sam Saunders đã bị co bắp chân và ra sân thay bằng Matt Bloomfield ở phút thứ tư. Trong 90 phút chính thức, cả hai đội đều có một bàn thắng không được công nhận, nhưng đều không ghi được bàn thắng nào. Phút thứ 4, Wycombe được hưởng một quả phạt trực tiếp ngay sát vòng cấm Southend. Joe Jacobson thực hiện quả đá phạt trực tiếp, bóng bật ra từ thủ môn Daniel Bentley và đi vào lưới. Southend tiếp tục gây sức ép lên Wycombe cho đến khi Joe Pigott ghi bàn ở phút 122 để gỡ hòa 1-1 và chuyển sang loạt sút luân lưu. Southend giành chiến thắng trong loạt luân lưu 7-6 khi nỗ lực của Sam Wood bị Bentley cản phá.
Vào mùa giải 2017-18, Exeter và Notts County đều thua lần lượt kết hợp với việc Wycombe giành chiến thắng trong trận đấu áp chót của mùa giải, đảm bảo thăng hạng lên EFL League One, cùng với Luton Town và nhà vô địch EFL League Two Accrington Stanley. Ở mùa giải 2019-20, Wycombe đứng thứ 3 ở League One về điểm mỗi trận do tác động của COVID-19. Đội thắng trận bán kết play-off với tổng tỷ số 6-3, trước Fleetwood Town, sau đó, vào ngày 13 tháng 7 đánh bại Oxford United 2-1 trong trận chung kết, trên sân Wembley không có khán giả Wycombe lần đầu tiên trong lịch sử thi đấu tại EFL Championship.

## Sân vận động

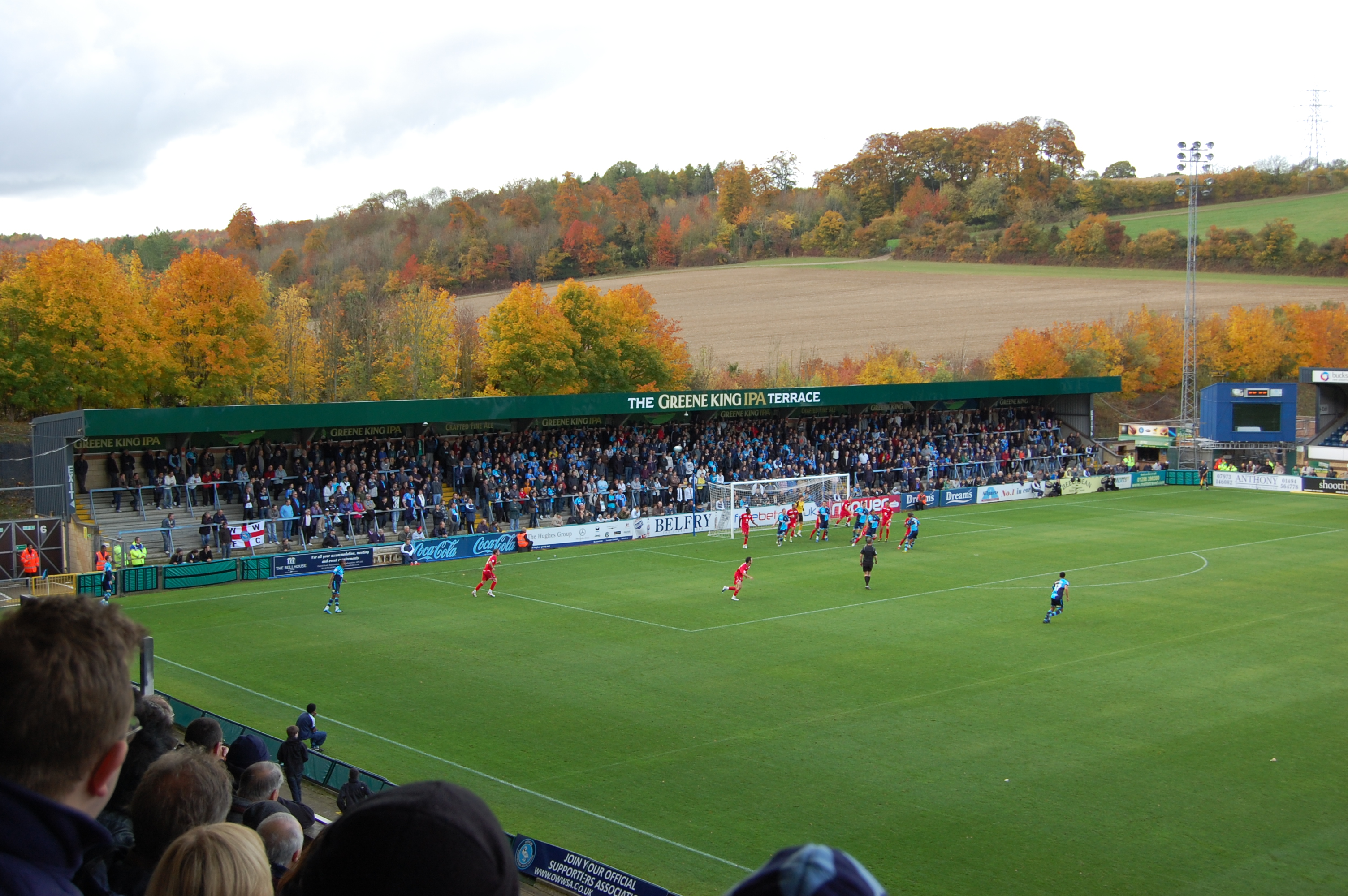
Valley Terrace at Adams Park

Sân vận động của Wycombe được biết đến với cái tên Adams Park, và nằm ở rìa khu công nghiệp trong khu Sands của High Wycombe. Sân vận động được đặt tên là Công viên Adams để vinh danh nhà hảo tâm và cựu đội trưởng Frank Adams. Câu lạc bộ đã chơi tại sân vận động từ năm 1990; Việc di chuyển từ sân trước đó là Loakes Park hầu như chỉ được tài trợ bằng việc bán Loakes Park cho các cơ quan y tế để tạo điều kiện mở rộng Bệnh viện Wycombe.
Trong các mùa giải 2003-04 và 2004-05, sân vận động này được biết đến với cái tên "Sân vận động Causeway" vì lý do tài trợ.
Sân có sức chứa hiện tại là 9.448 người với bốn khán đài. Khán đài có chỗ ngồi ban đầu (Khán đài Beechdean) ở phía bắc của sân vận động, với sức chứa 1.267 người. Khán đài lớn nhất trong sân vận động là khán đài Woodlands ở phía nam của sân, được xây dựng vào năm 1996, thay thế cho một sân thượng có mái che. Nó có ba tầng; tầng trên được gọi là Khán đài Frank Adams (giống như sân vận động, được đặt theo tên của cựu đội trưởng Frank Adams), với sức chứa 2.842 người; tầng giữa chứa 20 hộp điều hành, cộng với Woodlands Lounge, và có sức chứa 360 chỗ; tầng thấp hơn là Family Stand (Origin), với sức chứa 1.700 chỗ. Do đó, khán đài có tổng sức chứa 4.902. Ở một đầu của Khán đài gia đình là một số ghế được gọi là "2020", có thể được sử dụng cho cả khán giả ngồi và đứng. Phần sân khách, ở phía đông, là Hillbottom Stand (Lords Builders Merchants Stand) với sức chứa 1.850 người (mặc dù sức chứa thực tế là 2.059 người). Khán đài này được xây dựng lại vào năm 2001, gần như tăng gấp đôi kích thước trước đây. Sân vận động cũng có một sân thượng, ở phía tây, là Valley Terrace (BMI Healthcare Terrace). Đây là điểm cuối của những người ủng hộ nhà, với sức chứa 1.429 người.
Các quán bar dành cho những người ủng hộ chính tại sân vận động là Woodlands Lounge, Caledonian Suite (trước đây là Vere Suite), và Monty's (trước đây là Center Spot, sau đó là Scores). Cửa hàng câu lạc bộ mới được xây dựng vào năm 2006, thay thế các tòa nhà di động trước đây là cửa hàng; nó đã được cấu hình lại vào năm 2015 cùng với khu vực tiếp tân chính.
Wycombe Wanderers cũng chia sẻ sân vận động với đội Aviva Premiership Rugby Union Wasps (sau đó được gọi là London Wasps) từ năm 2002 đến 2014.

## Mối kình địch
Khi là một câu lạc bộ non-League, Slough Town được coi là đối thủ địa phương khốc liệt nhất của Wycombe. Kình địch với Colchester United xa hơn cũng tồn tại do hai câu lạc bộ chiến đấu để giành quyền thăng hạng lên Liên đoàn bóng đá vào đầu những năm 1990.
Kể từ khi trở thành một câu lạc bộ Football League, the Chairboys đã xây dựng các mối kình địch chủ chủ yếu với những người hàng xóm gần Oxford United, Milton Keynes Dons, Luton Town và Reading.

## Khán giả
Lượng khán giả trung bình từ mùa giải 1980-1981 (* = con số xấp xỉ, ^ = toàn bộ mùa giải (18 trận sân nhà)). 
| Mùa giải  | Trung bình |
| --------- | ---------- |
| 1980/1981 | 845*       |
| 1981/1982 | 680        |
| 1982/1983 | 675*       |
| 1983/1984 | 535        |
| 1984/1985 | 530        |
| 1985/1986 | 775        |
| 1986/1987 | 1,130      |
| 1987/1988 | 1,460      |
| 1988/1989 | 2.248      |
| 1989/1990 | 1,890      |

| Mùa giải  | Trung bình |
| --------- | ---------- |
| 1990/1991 | 2,800      |
| 1991/1992 | 3,606      |
| 1992/1993 | 4,602      |
| 1993/1994 | 5,470      |
| 1994/1995 | 5,844      |
| 1995/1996 | 4,580      |
| 1996/1997 | 5.228      |
| 1997/1998 | 5,414      |
| 1998/1999 | 5,121      |
| 1999/2000 | 5,101      |

| Mùa giải  | Trung bình |
| --------- | ---------- |
| 2000/2001 | 5,549      |
| 2001/2002 | 6,621      |
| 2002/2003 | 6,002      |
| 2003/2004 | 5.256      |
| 2004/2005 | 4,937      |
| 2005/2006 | 5,445      |
| 2006/2007 | 4,983      |
| 2007/2008 | 4,746      |
| 2008/2009 | 5,109      |
| 2009/2010 | 5,544      |

| Mùa giải  | Trung bình |
| --------- | ---------- |
| 2010/2011 | 4,547      |
| 2011/2012 | 4,853      |
| 2012/2013 | 3,721      |
| 2013/2014 | 3,681      |
| 2014/2015 | 4,044      |
| 2015/2016 | 3,984      |
| 2016/2017 | 3,913      |
| 2017/2018 | 4,705      |
| 2018/2019 | 5,342      |
| 2019/2020 | 5,521^     |

## Cầu thủ
Tính đến 14 tháng 7 năm 2023 

### Đội hình hiện tại
Ghi chú: Quốc kỳ chỉ đội tuyển quốc gia được xác định rõ trong điều lệ tư cách FIFA. Các cầu thủ có thể giữ hơn một quốc tịch ngoài FIFA.
| Số | VT | Quốc gia    | Cầu thủ                                |
| -- | -- | ----------- | -------------------------------------- |
| 1  | TM | Ba Lan      | Max Stryjek                            |
| 2  | HV | Scotland    | Jack Grimmer                           |
| 3  | HV | Wales       | Joe Jacobson (captain)                 |
| 4  | TV | Anh         | Josh Scowen                            |
| 5  | HV | Saint Lucia | Chris Forino                           |
| 6  | HV | Anh         | Ryan Tafazolli                         |
| 7  | TV | Anh         | David Wheeler                          |
| 8  | TV | Anh         | Kian Breckin (mượn từ Manchester City) |
| 9  | TĐ | Wales       | Sam Vokes                              |
| 11 | HV | Anh         | Harry Boyes (mượn từ Sheffield United) |
| 12 | TĐ | Jamaica     | Garath McCleary                        |
| 15 | TV | Anh         | Jack Young                             |

| Số | VT | Quốc gia         | Cầu thủ          |
| -- | -- | ---------------- | ---------------- |
| 16 | HV | Cộng hòa Ireland | Richard Keogh    |
| 18 | TĐ | Anh              | Brandon Hanlan   |
| 21 | TĐ | Anh              | D'Mani Mellor    |
| 26 | HV | Anh              | Jason McCarthy   |
| 29 | TĐ | Gibraltar        | Tjay De Barr     |
| 31 | TV | Anh              | Jasper Pattenden |
| 33 | HV | Anh              | Luca Woodhouse   |
| 35 | TV | Anh              | Christie Ward    |
| 36 | HV | Anh              | Antoine Makoli   |
| 39 | HV | Anh              | Declan Skura     |

### Số áo không sử dụng
Ghi chú: Quốc kỳ chỉ đội tuyển quốc gia được xác định rõ trong điều lệ tư cách FIFA. Các cầu thủ có thể giữ hơn một quốc tịch ngoài FIFA.
| Số | VT | Quốc gia | Cầu thủ             |
| -- | -- | -------- | ------------------- |
| 14 | TV | Anh      | Mark Philo (di cảo) |

### Cựu cầu thủ
Xem thêm:Thể loại:Cầu thủ bóng đá Wycombe Wanderers F.C. - danh sách tất cả cầu thủ Wycombe Wanderers có bài viết trên Wikipedia.
Xem thêm:Danh sách cầu thủ bóng đá Wycombe Wanderers F.C. - danh sách tất cả các cầu thủ Wycombe Wanderers có hơn 100 trận cho câu lạc bộ.

## Nhân viên bóng đá và y tế
| Vị trí                    | Tên              |
| ------------------------- | ---------------- |
| Huấn luyện viên           | Gareth Ainsworth |
| Trợ lý huấn luyện viên    | Richard Dobson   |
| Huấn luyện viên đội một   | Andy Fairman     |
| Huấn luyện viên đội B     | Sam Grace        |
| Head of Conditioning      | David Wates      |
| Trưởng ban Y tế           | Cian O'Doherty   |
| Assistant Physiotherapist | Aly Vogelzang    |
| Rehab Physiotherapist     | Isaac Leckie     |
| Bác sĩ                    | Bob Sangar       |
| Kitman                    | Steve Vaux       |
| Nhà phân tích             | Josh Hart        |

## Ban giám đốc
| Vị trí                         | Tên           |
| ------------------------------ | ------------- |
| Chủ tịch và Giám đốc điều hành | Rob Couhig    |
| Giám đốc tài chính             | Pete Couhig   |
| Giám đốc                       | Missy Couhig  |
| Giám đốc                       | David Cook    |
| Giám đốc                       | Tony Hector   |
| Giám đốc                       | Trevor Stroud |

## Lịch sử
- 1896-97 - Gia nhập Southern League Division Two.
- 1908-09 - Gia nhập Great Western Suburban League.
- 1919-20 - Gia nhập Spartan League.
- 1921-22 - Gia nhập Isthmian League sau hai danh hiệu Spartan League liên tiếp.
- 1930-31 - Vô địch FA Amateur Cup.
- 1953-54 - Mất vị trí á quân Isthmian League do trung bình bàn thắng.
- 1955-56 - Vô địch Isthmian League.
- 1956-57 - Vô địch Isthmian League Vô địch (lần thứ 2); Á quân FA Amateur Cup.
- 1957-58 - Á quân Isthmian League.
- 1959-60 - Á quân Isthmian League.
- 1969-70 - Á quân Isthmian League.
- 1970-71 - Vô địch Isthmian League (lần thứ 3).
- 1971-72 - Vô địch Isthmian League (lần thứ 4).
- 1973-74 - Vô địch Isthmian League (lần thứ 5).
- 1974-75 - Vô địch Isthmian League (lần thứ 6) (do trung bình bàn thắng).
- 1975-76 - Á quân Isthmian League. Vô địch Anglo-Italian Semiprofessional Cup[31][32]
- 1976-77 - Á quân Isthmian League.
- 1978-79 - Từ chối lời mời gia nhập Alliance Premier League.
- 1980-81 - Từ chối lời mời gia nhập Alliance Premier League.
- 1981-82 - Bán kết FA Trophy.
- 1982-83 - Vô địch Isthmian League (lần thứ 7) từ chối thăng hạng Alliance Premier League.
- 1985-86 - Gia nhập Alliance Premier League, xuống hạng sau một mùa giải.
- 1986-87 - Gia nhập lại Isthmian League; Vô địch Isthmian League (lần thứ 8).
- 1987-88 - Gia nhập lại Conference (ex-Alliance Premier League).
- 1990-91 - Vô địch FA Trophy.
- 1991-92 - Á quân Conference (missed title and promotion to Football League on goal difference).
- 1992-93 - Conference Vô địch; FA Trophy Vô địch (2nd time); Thăng hạng lên Football League Division Three.
- 1993-94 - Thăng hạng lên Division Two after play-offs (Final - Wycombe Wanderers 4 Preston North End 2 at Wembley Stadium).
- 2000-01 - Bán kết Cúp FA.
- 2003-04 - Xuống hạng đến Division Three, which was then renamed "League Two".
- 2005-06 - Không được thăng hạng sau play-off (SF Wycombe Wanderers 1 Cheltenham Town 2, Cheltenham Town 0 Wycombe Wanderers 0 - Aggregate 1-2).
- 2006-07 - Bán kết League Cup, đánh bại đội Premiership Charlton Athletic và Fulham trên sân khách, và thất bại chung cuộc 5-1 trước nhà vô địch Chelsea, sau trận hòa 1-1 tại Adams Park.
- 2007-08 - Không được thăng hạng sau play-off (SF Wycombe Wanderers 1 Stockport County 1, Stockport County 1 Wycombe Wanderers 0 - Aggregate 1-2).
- 2008-09 - Thăng hạng lên League One after finishing in third place (above fourth-placed Bury on goal difference by a single goal).
- 2009-10 - Xuống hạng đến League Two.
- 2009-10 - Football League Family Excellence Award.
- 2010-11 - Thăng hạng lên League One after finishing in third place (above fourth-placed Shrewsbury Town by one point).
- 2011-12 - Xuống hạng đến League Two.
- 2011-12 - Football League Family Excellence Award.
- 2013-14 - Thoát khỏi xuống hạng Conference nhờ hiệu số bàn thắng bại.
- 2014-15 - Không được thăng hạng sau play-off  (Bán kết Plymouth Argyle 2 Wycombe Wanderers 3, Wycombe Wanderers 2 Plymouth Argyle 1 - Aggregate 5-3, Chung kết Southend United 1 Wycombe Wanderers 1 at Wembley Stadium, Southend United, thắng trên chấm luân lưu 7-6).
- 2017-18 - Thăng hạng lên League One trước một vòng đấu trước vòng cuối gặp Stevenage sau khi giành chiến thắng trước Chesterfield cùng với thất bại của Exeter City và Notts County ở hai vị trí ngay dưới.
- 2019-20 - Thăng hạng lên Championship sau play-off (Chung kết - Oxford United 1 Wycombe Wanderers 2 tại Sân vận động Wembley).

Nguồn: Wycombe Wanderers tại dữ liệu lịch sử câu lạc bộ bóng đá

## Huấn luyện viên
| Anh              | James McCormick  | 1951-1952                                    |
| Anh              | Sid Cann         | 1952-1961                                    |
| Anh              | Colin McDonald   | 1961                                         |
| Anh              | Graham Adams     | 1961-1962                                    |
| Anh              | Don Welsh        | 1962-1964                                    |
| Anh              | Barry Darvill    | 1964-1968                                    |
| Anh              | Brian Lee        | 1968-1976                                    |
| Anh              | Ted Powell       | 1976-1977                                    |
| Anh              | John Reardon     | 1977-1978                                    |
| Anh              | Andy Williams    | 1978-1980                                    |
| Anh              | Mike Keen        | 1980-1984                                    |
| Anh              | Paul Bence       | 1984-1986                                    |
| Anh              | Alan Gane        | 1986-1987                                    |
| Anh              | Peter Suddaby    | 1987-1988                                    |
| Scotland         | Jim Kelman       | 1988-1990                                    |
| Bắc Ireland      | Martin O'Neill   | 1990-1995                                    |
| Anh              | Alan Smith       | 1995-1996                                    |
| Anh              | John Gregory     | 1996-1998                                    |
| Anh              | Neil Smillie     | 1998-1999                                    |
| Bắc Ireland      | Lawrie Sanchez   | 1999-2003                                    |
| Anh              | Tony Adams       | 2003-2004                                    |
| Scotland         | John Gorman      | 2004-2006                                    |
| Scotland         | Paul Lambert     | 2006-2008                                    |
| Anh              | Peter Taylor     | 2008-2009                                    |
| Cộng hòa Ireland | Gary Waddock     | 2009-2012                                    |
| Anh              | Gareth Ainsworth | 2012-nay (cầu thủ/huấn luyện viên 2012-2013) |

## Danh hiệu

### Danh hiệu giải quốc nội
- Football League One
  - Thắng play-off: 2019-20
- Football League Two/Football League Third Division
  - Thứ 3 (thăng hạng): 2008-09, 2010-11, 2017-18
  - Thắng play-off: 1993-94
  - Á quân play-off: 2014-15
  - Bán kết play-off: 2005-06, 2007-08
- Football Conference
  - Vô địch: 1992-93
  - Á quân: 1991-92
- Isthmian League
  - Vô địch: 1955-56, 1956-57, 1970-71, 1971-72, 1973-74, 1974-75, 1982-83, 1986-87
- Spartan League
  - Vô địch: 1919-20, 1920-21
- London Fives
  - Vô địch: 1994, 1995

### Danh hiệu cúp
- Cúp FA
  - Bán kết: 2000-01
  - FA Cup Giant Killers Award: 2000-01
- Football League Cup
  - Bán kết: 2006-07
- Football League Trophy
  - Chung kết khu vực phía Nam: 1993-94
- FA Trophy
  - Vô địch: 1991, 1993
- Football Conference Shield
  - Vô địch: 1991-1992, 1992-1993, 1993-1994
- Football Conference Charity Shield
  - Vô địch: 1987-1988
- FA Amateur Cup
  - Vô địch: 1930-31
  - Á quân: 1956-57
- Youth Alliance Cup
  - Vô địch: 2010-11
- Anglo-Italian Semiprofessional Cup
  - Vô địch: 1975

### TV & film appearances
- In an episode of Impractical Jokers entitled "British Invasion", the two losers were target practice in front of a large audience.